# 阿纳尼纳站
阿納尼納站（義大利語：Anagnina）是羅馬地鐵A線在東南端的端點車站，位於圖斯科拉納路和阿納尼納路的路口，地下53米處。該站的馬賽克裝飾十分著名。